# Головнин, Александр Васильевич
Алекса́ндр Васи́льевич Головни́н (25 марта [6 апреля] 1821, Санкт-Петербург [по другой версии — село Гулынки Рязанской губернии] — 3 [15] ноября 1886, Санкт-Петербург) — русский государственный деятель, статс-секретарь (01.09.1859), действительный тайный советник (01.01.1879). Министр народного просвещения (1861—1866) в период «великих реформ». Почётный член Петербургской академии наук (с 29 декабря 1861).

## Биография
Был единственным сыном вице-адмирала В. М. Головнина. Сначала учился в 1-й Санкт-Петербургской гимназии (1831—1835); затем был перемещён в Царскосельский лицей, из которого 13 декабря 1839 года выпущен с золотой медалью.
В январе 1840 года вступил в службу «в собственную канцелярию его величества по управлению учебными и благотворительными заведениями»; с 1843 года он уже — секретарь особенной канцелярии министра внутренних дел Л. А. Перовского, по заданию которого два года трудился над составлением «Очерка истории и современного положения городов Финляндии», благодаря чему выучился шведскому языку сверх английского, французского, немецкого и итальянского, которыми он владел и прежде. В канцелярии его сослуживцем был И. С. Тургенев, ставший его приятелем и через это сблизивший Головнина с миром русской литературы.
С 1848 года состоял чиновником особых поручений при начальнике Главного морского штаба светлейшем князе А. С. Меншикове, а с 1850 года и секретарём при великом князе Константине Николаевиче, одним из воспитателей которого был дядя Головнина — Ф. С. Лутковский; с 1851 года — в звании камер-юнкера, с 1853 года — камергера. В 1850-е годы был одним из руководителей журнала «Морской сборник»; принимал участие в организации экспедиций литераторов и учёных для исследования экономики и этнографии России. Наряду со своим покровителем Константином Николаевичем был одним из первых членов Русского географического общества, в котором с 1845 по 1847 годы состоял секретарем; 19 апреля 1853 года был произведён в действительные статские советники; 6 декабря 1854 года был награждён орденом Св. Владимира 3-й степени.
После вступления на престол Александра II и усиления влияния Константина Николаевича на государственные дела наряду с другими «либеральными бюрократами» принимал незримое, но далеко не маловажное участие в работах над крестьянской реформой, служа посредником между разными лицами и великим князем; с тех пор самая тесная дружба соединяла Головнина с Н. А. Милютиным, Ю. Ф. Самариным, К. Д. Кавелиным, Н. X. Бунге.

### Министр народного просвещения
В 1859 году Головнин был назначен статс-секретарём и членом Главного правления училищ при Министерстве народного просвещения; с 8 сентября — тайный советник.
В декабре 1861 года был назначен министром народного просвещения. Незадолго перед тем происходили студенческие волнения, приведшие к временному закрытию Петербургского университета и выдвинувшие на первый план уже прежде осознанную необходимость нового университетского устава. Студенческие беспорядки Головнин объяснял упадком научной деятельности университетов и недостатками университетской организации, уничтожавшей всякую нравственную связь между профессорами и студентами.
Для пополнения персонала профессоров Головнин отправил много молодых людей за границу, а руководство ими поручил Н. И. Пирогову. Для ознакомления с университетскими порядками за границей были командированы опытные лица, в том числе историк К. Д. Кавелин; в самой России опрошены были все лица, которые могли считаться сведущими в этом деле, а проект нового устава в переводе был обсуждаем лучшими европейскими авторитетами. Немногие из законодательных памятников имели такую обстоятельную и всестороннюю предварительную разработку, как университетский устав 1863 года, который ввёл приват-доцентуру, университетское самоуправление, университетский суд над студентами, умножил число кафедр, увеличил вознаграждение профессоров. Расширены были средства университетских библиотек; основан Новороссийский университет в Одессе (1864); издан особый устав для Дерптского университета.
А. В. Головнин поднял значение министерства народного просвещения, которое до него считалось одним из второстепенных; он почти удвоил его бюджет, сократив вместе с тем непроизводительные расходы; уничтожил канцелярию министра и всю административную часть сосредоточил в переустроенном департаменте народного просвещения. Главное правление училищ Головнин преобразовал в Совет министра. В 1864 году был издан новый устав гимназий, который, по выражению преемника Головнина графа Д. А. Толстого, «положил классическое образование в основу собственно-научного университетского образования». Головнин выработал обширный план правильной организации народного образования в России, но успел привести его в исполнение только отчасти, однако было положено основание для широкого развития земской начальной школы.
При Головнине был основан Московский публичный музей с присоединением к нему перенесённого из Петербурга Румянцевского музея, издан новый устав Николаевской главной астрономической обсерватории, состоялась передача Императорской публичной библиотеки из ведомства Императорского двора в министерство народного просвещения. Хотя цензура в 1863 году перешла из ведомства министерства народного просвещения в ведомство министерства внутренних дел, Головнин участвовал в выработке нового закона о печати 1865 года.
Характерной чертой деятельности министерства народного просвещения под управлением Головнина была широкая гласность, привлекавшая образованное общество к обсуждению важнейших мероприятий министерства. В журнале министерства и отдельными книгами, и брошюрами печатались выдержки из отчётов попечителей и ревизоров о состоянии училищ, разного рода проекты, официальные и частные отзывы и мнения о них. В 1864 году было начато издание «Сборников постановлений и распоряжений по министерству народного просвещения». После покушения Каракозова на императора ушёл 14 (26) апреля 1866 года в отставку: началась реакция 1866 года.

## После отставки
По увольнении от должности министра Головнин был назначен членом Государственного совета, с 1870 года присутствовал в департаменте государственной экономии, в 1872—1876 годах — в департаменте законов.
Головнин занимался собиранием источников по истории царствования Александра II, которые передал в Императорскую публичную библиотеку, а в библиотеку Павловского дворца передал документы, касающиеся деятельности великого князя Константина Павловича.
В воскресенье, 2 ноября 1886 года с утра был в церкви, в Мраморном дворце; днём собирался делать визиты, но в 3-м часу дня с ним случился инсульт и через сутки, 3 (15) ноября 1886 года, в «4 часа 10 минут пополудни» — по свидетельству его близкого друга Ф. Ланге, он скончался в своём доме на Гагаринской набережной. Был похоронен на Митрофаниевском кладбище Санкт-Петербурга.
После его смерти статс-секретарь М. В. Красовский указывал: 

Отделение дел Государственного секретаря 7 мая 1887 г. № 908. В Департамент общих дел Министерства государственных имуществ. Вследствие отношения от 29 апреля № 126 Отделение имеет честь сообщить: 1 — что умерший член Государственного Совета Головнин был холост и 2 — что сведений о том, остались ли после него родственники боковых линий и кто состоит наследником покойного, в делах Государственной канцелярии не имеется…

## Деятельность в родовом имении
Любопытную страницу в жизни Головнина представляют его отношения к крестьянам родового села его Гулынки Пронского уезда Рязанской губернии. Оставшуюся за ним после надела крестьян землю Головнин раздавал им в аренду не для извлечения выгоды, а чтобы привязать их к деревне и хозяйству. В 1863—1865 годах он на собственные средства построил в Гулынках новый каменный храм, а в 1863 году основал в селе начальное училище для мальчиков, переведённое впоследствии в особое каменное здание, с квартирами для двух учителей; при училище — физический кабинет, метеорологическая станция, две библиотеки: одна из них (5000 томов) была доступна окрестному населению. Головнин постоянно интересовался ходом дел в школе, состоял в переписке с её учителями, ежегодно оказывал финансовую и другую помощь.
В 1870 году им было основано ещё и начальное училище для девочек, — в особом деревянном доме. Им же открыта в Гулынках больница, с родильным приютом. Обеспечив дальнейшее существование всех этих учреждений капиталом в 12 тыс. рублей, Головнин передал их в ведение Пронского земства.
Головниным были напечатаны: «Заметка о двух церквах при селе Гулынках» (СПб., 1873), «Заметки о лечебнице для приходящих и о двух начальных училищах при селе Гулынках» (СПб., 1874); изданы сочинения своего отца вице-адмирала Головнина.

## Награды
- Орден Святой Анны 3-й степени (15.08.1847)
- Орден Святой Анны 2-й степени (07.04.1851)[1]
- Орден Святого Владимира 3-й степени (06.12.1854)
- Орден Святого Станислава 1-й степени (26.08.1856)
- Орден Святой Анны 1-й степени с императорской короной (17.04.1862)
- Орден Святого Владимира 2-й степени (30.08.1863)
- Орден Белого орла (01.01.1870)
- Орден Святого Александра Невского (01.01.1876)
- Бриллиантовые знаки к ордену Святого Александра Невского (01.01.1886)

Иностранные:
- австрийский орден Леопольда 3-й степени (1852)
- прусский орден Красного орла 3-й степени (1852)
- ганноверский орден Гвельф (1852)
- саксен-альтенбургский Орден Эрнеста 1-й степени (1857)
- сардинский орден Святых Маврикия и Лазаря 2-й степени (1857)
- нидерландский орден Дубового венка (1857)
- бельгийский орден Леопольда I (1857)
- турецкий орден Меджидие 2-й степени (1859)